# STS-4
STS-4 (Space Transportation System-4) var NASAs fjerde rumfærge-mission.
Opsendt 27. juni 1982 og vendte tilbage den 4. juli 1982.
Den var den fjerde og sidste test af rumfartøjet og den sidste flyvning med kun 2 besætningsmedlemmer.
Missionen medbragte dog det første kommercielle eksperiment og klassificeret militær last for Forsvarsministeriet (USA) (DoD).
Hovedartikler:

## Missionen
STS-4 var ligesom STS-1, STS-2 og STS-3 en test-mission.
Astronauterne gennemførte medicinske eksperimenter på sig selv som en del af forsøg fra de medbragte eksperimenter. Astronauterne tog også billeder af lyn i Jordens atmosfære.
Den fjernstyrede robot-arm på rumfærgen blev benyttet til at flytte overvågningssystemet IECM rundt om rumfærgen. IECM skulle måle hvilke partikler og gasser rumfærgen afgiver i rummet.
Missionen medbragte følgende materialer til forsøg (nyttelast):
- Hemmelig militær last.
- Nyttelasten Get Away Specials med forsøg fra studerende:
  - 9 eksperimenter fra Utah State University.
  - Første kommercielle eksperiment (Continuous Flow Electrophoresis System (CFES).
  - Monodisperse Latex Reactor (MLR).
  - Induced Environment Contamination Monitor (IECM).
  - 2 Shuttle Student Involvement Program (SSIP).

Kort efter opsendelsen bliver Løfteraketterne (SRB) smidt af, løfteraketterne der normalt bliver genbrugt, gik tabt da faldskærmene ikke foldede sig ud ved nedstigningen.

### Besætning
De to testpiloter sad i katapultsæder.
- Thomas K. Mattingly (Kaptajn, Apollo 16-veteran)
- Henry W. Hartsfield (Pilot)

### Vægt
- Kredsløbsfartøj (ved opsendelse): 109.616 kg.
- Kredsløbsfartøj (ved landing): 94.774 kg.
- Last: 11.109 kg.

- STS-4 opsendelsen.
- Robot-armen løfter Induced Environment Contamination Monitor (IECM)
- Astronauterne hilser på præsident Ronald Reagan og Nancy Reagan efter landing.